# Copenaghen Open 1999 - Qualificazioni singolare
Le qualificazioni del singolare  del Copenaghen Open 1999 sono state un torneo di tennis preliminare per accedere alla fase finale della manifestazione. I vincitori dell'ultimo turno sono entrati di diritto nel tabellone principale. In caso di ritiro di uno o più giocatori aventi diritto a questi sono subentrati i lucky loser, ossia i giocatori che hanno perso nell'ultimo turno ma che avevano una classifica più alta rispetto agli altri partecipanti che avevano comunque perso nel turno finale.
Le qualificazioni del torneo Copenaghen Open 1999 prevedevano 32 partecipanti di cui 4 sono entrati nel tabellone principale.

## Teste di serie
1. Bernd Karbacher (ultimo turno)
2. Jan Frode Andersen (primo turno)
3. Radek Štěpánek (primo turno)
4. Tuomas Ketola (ultimo turno)

1. Wayne Arthurs (primo turno)
2. Francisco Costa (secondo turno)
3. Patrik Fredriksson (ultimo turno)
4. Kalle Flygt (secondo turno)

## Qualificati
1. Maks Mirny
2. Johan Landsberg

1. Nicklas Kulti
2. Andreas Vinciguerra

## Tabellone

### Legenda
| - Q = Qualificato - WC = Wild card - LL = Lucky loser | - ALT = Alternate - SE = Special Exempt - PR = Protected Ranking | - w/o = Walkover - r = Ritirato - d = Squalificato |

### Sezione 1
|  | Primo turno    | Primo turno       | Primo turno       | Primo turno | Primo turno |  |  | Secondo turno | Secondo turno   | Secondo turno   | Secondo turno | Secondo turno |   |   | Ultimo turno | Ultimo turno    | Ultimo turno    | Ultimo turno | Ultimo turno |  |
|  |                |                   |                   |             |             |  |  |               |                 |                 |               |               |   |   |              |                 |                 |              |              |  |
|  | 1              | Bernd Karbacher   | Bernd Karbacher   | 7           | 6           |  |  |               |                 |                 |               |               |   |   |              |                 |                 |              |              |  |
|  |                | Alexander Reichel | Alexander Reichel | 5           | 1           |  |  | 1             | Bernd Karbacher | Bernd Karbacher | 6             | 7             |   |   |              |                 |                 |              |              |  |
|  | Alexander Popp | Alexander Popp    | 1                 | 7           | 6           |  |  |               | Alexander Popp  | Alexander Popp  | 4             | 5             |   |   |              |                 |                 |              |              |  |
|  | Omar Camporese | Omar Camporese    | 6                 | 5           | 1           |  |  |               |                 |                 |               |               |   |   | 1            | Bernd Karbacher | Bernd Karbacher | 6            | 3            |  |
|  | Maks Mirny     | Maks Mirny        | Maks Mirny        | 6           | 6           |  |  |               |                 |                 | Maks Mirny    | Maks Mirny    | 7 | 6 |              |                 |                 |              |              |  |
|  | Martin Lee     | Martin Lee        | Martin Lee        | 1           | 4           |  |  |               | Maks Mirny      | 6               | 4             | 6             |   |   |              |                 |                 |              |              |  |
|  | 8              | Kalle Flygt       | Kalle Flygt       | 7           | 6           |  |  | 8             | Kalle Flygt     | 4               | 6             | 2             |   |   |              |                 |                 |              |              |  |
|  |                | Myles Wakefield   | Myles Wakefield   | 6           | 1           |  |  |               |                 |                 |               |               |   |   |              |                 |                 |              |              |  |

### Sezione 2
|  | Primo turno        | Primo turno        | Primo turno        | Primo turno | Primo turno |  |  | Secondo turno   | Secondo turno      | Secondo turno   | Secondo turno      | Secondo turno |   |   | Ultimo turno | Ultimo turno    | Ultimo turno | Ultimo turno | Ultimo turno |  |
|  |                    |                    |                    |             |             |  |  |                 |                    |                 |                    |               |   |   |              |                 |              |              |              |  |
|  |                    | Johan Landsberg    | 7                  | 3           | 7           |  |  |                 |                    |                 |                    |               |   |   |              |                 |              |              |              |  |
|  | 2                  | Jan Frode Andersen | 6                  | 6           | 6           |  |  | Johan Landsberg | Johan Landsberg    | Johan Landsberg | 7                  | 7             |   |   |              |                 |              |              |              |  |
|  | Wade McGuire       | Wade McGuire       | 6                  | 6           | 7           |  |  | Wade McGuire    | Wade McGuire       | Wade McGuire    | 6                  | 6             |   |   |              |                 |              |              |              |  |
|  | Giorgio Galimberti | Giorgio Galimberti | 2                  | 7           | 6           |  |  |                 |                    |                 |                    |               |   |   |              | Johan Landsberg | 2            | 7            | 7            |  |
|  | Jan Apell          | Jan Apell          | 6                  | 6           | 7           |  |  |                 |                    | 7               | Patrik Fredriksson | 6             | 6 | 5 |              |                 |              |              |              |  |
|  | Marcus Sarstrand   | Marcus Sarstrand   | 3                  | 7           | 6           |  |  |                 | Jan Apell          | 6               | 2                  | 3             |   |   |              |                 |              |              |              |  |
|  | 7                  | Patrik Fredriksson | Patrik Fredriksson | 6           | 6           |  |  | 7               | Patrik Fredriksson | 4               | 6                  | 6             |   |   |              |                 |              |              |              |  |
|  |                    | Fredrik Loven      | Fredrik Loven      | 0           | 2           |  |  |                 |                    |                 |                    |               |   |   |              |                 |              |              |              |  |

### Sezione 3
|  | Primo turno    | Primo turno      | Primo turno      | Primo turno | Primo turno |  |  | Secondo turno    | Secondo turno    | Secondo turno    | Secondo turno  | Secondo turno  |   |    | Ultimo turno  | Ultimo turno  | Ultimo turno  | Ultimo turno | Ultimo turno |  |
|  |                |                  |                  |             |             |  |  |                  |                  |                  |                |                |   |    |               |               |               |              |              |  |
|  |                | Jan-Axel Tribler | Jan-Axel Tribler | 7           | 7           |  |  |                  |                  |                  |                |                |   |    |               |               |               |              |              |  |
|  | 3              | Radek Štěpánek   | Radek Štěpánek   | 6           | 6           |  |  | Jan-Axel Tribler | Jan-Axel Tribler | Jan-Axel Tribler | 0              | 2              |   |    |               |               |               |              |              |  |
|  | Nicklas Kulti  | Nicklas Kulti    | Nicklas Kulti    | 6           | 6           |  |  | Nicklas Kulti    | Nicklas Kulti    | Nicklas Kulti    | 6              | 6              |   |    |               |               |               |              |              |  |
|  | Kasper Warming | Kasper Warming   | Kasper Warming   | 1           | 1           |  |  |                  |                  |                  |                |                |   |    | Nicklas Kulti | Nicklas Kulti | Nicklas Kulti | 6            | 1            |  |
|  | Federico Rovai | Federico Rovai   | Federico Rovai   | 6           | 7           |  |  |                  |                  | Federico Rovai   | Federico Rovai | Federico Rovai | 2 | 0r |               |               |               |              |              |  |
|  | Kevin Ullyett  | Kevin Ullyett    | Kevin Ullyett    | 4           | 5           |  |  | Federico Rovai   | Federico Rovai   | Federico Rovai   | 5              | 1              |   |    |               |               |               |              |              |  |
|  |                | Danny Sapsford   | 3                | 7           | 6           |  |  | Danny Sapsford   | Danny Sapsford   | Danny Sapsford   | 7              | 4r             |   |    |               |               |               |              |              |  |
|  | 5              | Wayne Arthurs    | 6                | 6           | 4           |  |  |                  |                  |                  |                |                |   |    |               |               |               |              |              |  |

### Sezione 4
|  | Primo turno         | Primo turno             | Primo turno             | Primo turno | Primo turno |  |  | Secondo turno | Secondo turno       | Secondo turno       | Secondo turno       | Secondo turno       |   |   | Ultimo turno | Ultimo turno  | Ultimo turno  | Ultimo turno | Ultimo turno |  |
|  |                     |                         |                         |             |             |  |  |               |                     |                     |                     |                     |   |   |              |               |               |              |              |  |
|  | 4                   | Tuomas Ketola           | Tuomas Ketola           | 6           | 4           |  |  |               |                     |                     |                     |                     |   |   |              |               |               |              |              |  |
|  |                     | Kirill Ivanov-Smolensky | Kirill Ivanov-Smolensky | 0           | 0r          |  |  | 4             | Tuomas Ketola       | Tuomas Ketola       | 6                   | 6                   |   |   |              |               |               |              |              |  |
|  | Bob Borella         | Bob Borella             | Bob Borella             | 6           | 6           |  |  |               | Bob Borella         | Bob Borella         | 1                   | 4                   |   |   |              |               |               |              |              |  |
|  | Mads Gottlieb       | Mads Gottlieb           | Mads Gottlieb           | 3           | 2           |  |  |               |                     |                     |                     |                     |   |   | 4            | Tuomas Ketola | Tuomas Ketola | 4            | 4            |  |
|  | Andreas Vinciguerra | Andreas Vinciguerra     | Andreas Vinciguerra     | 6           | 6           |  |  |               |                     |                     | Andreas Vinciguerra | Andreas Vinciguerra | 6 | 6 |              |               |               |              |              |  |
|  | Patrik Langvardt    | Patrik Langvardt        | Patrik Langvardt        | 1           | 1           |  |  |               | Andreas Vinciguerra | Andreas Vinciguerra | 7                   | 6                   |   |   |              |               |               |              |              |  |
|  | 6                   | Francisco Costa         | Francisco Costa         | 7           | 6           |  |  | 6             | Francisco Costa     | Francisco Costa     | 6                   | 1                   |   |   |              |               |               |              |              |  |
|  |                     | Grant Silcock           | Grant Silcock           | 5           | 3           |  |  |               |                     |                     |                     |                     |   |   |              |               |               |              |              |  |